# William McKenzie
William McKenzie (n. 19 februarie 1997, Auckland, Noua Zeelandă) este un iahtman ce a reprezentat Noua Zeelandă, medaliat olimpic. A participat la o ediție a Jocurilor Olimpice (2024) în care a câștigat o medalie de argint.

## Participări
Lista de mai jos prezintă principalele competiții la care a participat William McKenzie de-a lungul carierei.
- 49er en voile aux Jeux olympiques d’été de 2024[*]